# Giovanni Bricola
Giovanni Bricola, conhecido como João Brícola (Itália, 26 de outubro de 1853 — São Paulo, 27 de novembro de 1914) foi um banqueiro e tesoureiro e benemérito da Santa Casa de Misericórdia de São Paulo, tendo deixado em testamento todos os seus bens para aquela entidade, incluindo o palacete que levava seu nome. Falecido no ano de 1914, a câmara de vereadores o homenageou, dando seu nome à Travessa do Rosário.